# Tryne Peninsula
Tryne Peninsula är en udde i Antarktis. Den ligger i Östantarktis. Australien gör anspråk på området.
Terrängen inåt land är platt åt sydväst, men österut är den kuperad. Havet är nära Tryne Peninsula åt nordväst. Trakten är obefolkad. Det finns inga samhällen i närheten. 